# ノロウイルス
ノロウイルス（英語: Norovirus）は、胃腸炎の原因となるもっとも一般的なウイルスである。感染者の症状は、非血性下痢、嘔吐、胃痛が特徴である。発熱や頭痛も発生する可能性がある。症状は、通常ウイルス曝露後12〜48時間で発症し、回復は通常1〜3日以内である。合併症はまれだが、特に若人、年配者、他の健康上の問題を抱えている人では、脱水症状が起こることがある。ノロウイルス属による集団感染は世界各地の学校や養護施設などで散発的に発生している。「NV」や「NoV」と略される。俗称は「冬の嘔吐虫（Winter vomiting bug）」。
ウイルスは通常、糞口経路によって伝播し、汚染された食品や水、または人と人との接触による可能性がある。汚染された物体の表面を介したり、感染者の嘔吐物からの空気を介して広がることもある。リスクファクターには、不衛生な食事の準備、密集した場所の共有がある。診断は一般的に症状に基づいて行われる。検査は通常なされないが、発生時に公衆衛生機関によって実施される場合がある。
予防には、適切な手洗いと、ウイルス汚染された表面の消毒がある。消毒用アルコールはノロウイルスに対して効果的ではない。ノロウイルスへのワクチンや、特別な治療法は存在しない。管理には、十分な水分や静脈内輸液を飲むなどの支持療法である。経口補水液は摂取に好ましい水分であるが、カフェインやアルコールを含まない他の飲み物も役立つ。
世界では、年間約6億8500万件のノロウイルス発症者と、20万人の死亡をもたらしている。先進国と発展途上国の両方で一般的である。5歳未満の人が最も罹患しやすく、発展途上国ではこの人口グループにおいて約50,000人が死亡している。ノロウイルス感染症は、冬季により多く発生する。ときにアウトブレイクを起こし、それは人口密集地で起こることが多い。米国においては食中毒ケースの約半分がノロウイルスであった。

## 兆候と症状
ノロウイルス感染症は、吐き気、嘔吐、水様性下痢、腹痛、場合によっては味覚喪失を特徴とする。通常の人はノロウイルスへの暴露後、12〜48時間後に胃腸炎の症状を発症する。一般的な無気力、脱力感、筋肉痛、頭痛、微熱も発生する可能性がある。症状は自己制限的であり、重篤となることはまれである。ノロウイルス感染は不快な症状ではあるが、一般的には危険ではなく、感染者のほとんどは2〜3日以内に完全に回復する。

## ウイルス学
ノロウイルスは約7,500塩基を持つ、プラス鎖の一本鎖RNAウイルスに分類されるエンベロープを持たないウイルスの属名である。ウイルス粒子は直径 30-38nmの正二十面体であり、ウイルスの中では小さい部類に属する。
通常、ウイルスについての詳細な研究を行うには適切な動物培養細胞を探して感染させ、ウイルスを増殖させることが必要である。ヒトに感染するノロウイルスについては、実験室的に増殖させる方法が見つかっていなかったが、2018年に大阪大学微生物病研究所などのグループが iPS細胞由来の腸管上皮細胞で増殖させる方法を確立した。検査や治療方法に対する研究は他のウイルスと比べて格段に遅れているのが現状である。乾燥した状態でも、4℃では8週間程度、20℃では4週間以上感染力を失わないとされている。

### ゲノム
ノロウイルスのゲノムはプラス鎖の一本鎖RNAで、長さは7.3〜7.5キロ塩基である。5'末端はVPgタンパク質と共有結合しており、3'末端はポリアデニル化されている。「非構造タンパク質 (ORF1)」「構造タンパク質1 (VP1)」「構造タンパク質2 (VP2)」の3つのタンパク質コード領域が存在し、このうちORF1は翻訳後にウイルス由来のプロテアーゼによって6つのタンパク質に分断される。VP1とVP2はゲノムRNAから複製されるサブゲノムRNAから翻訳され、ウイルスのカプシドを構成する。
ORF1から生じる6つのタンパク質は5'端側から順に以下の通りである。
1. p48
細胞由来のプロテアーゼによってさらに2つに分断され、p22と共に複製複合体の形成に関わる
2. NTPase
3. p22
4. VPg
ウイルスゲノムの5'末端に結合するタンパク質で、5'キャップ(m7GTP)の代わりに翻訳開始複合体の形成に関わる
5. Pro
プロテアーゼでORF1翻訳産物を分断するのに必要
6. Pol
RNA依存性RNAポリメラーゼで、ウイルスゲノムの複製に関わる

なおネズミのノロウイルス(GV)の場合、VP1のコード領域と重なるように第4のコード領域が存在している。これはカリシウイルス科の中でも珍しく、サポウイルスとネズミノロウイルスのみの特徴である。ここから翻訳されるタンパク質VF1は宿主細胞のミトコンドリアに移行し、自然免疫応答を制御している。

### 分類
ノロウイルス属は、ウイルスの分類上第4群（プラス一本鎖RNAウイルス）のカリシウイルス科に属している。ノロウイルス属にはノーウォークウイルス1種のみが認められているが、おそらく種に相当するであろうジェノグループ5つが認識されている。ヒトに感染するのはGI・GII・GIVの3種類で、GIIIはウシやヒツジ、GVはネズミに感染する。またGIIはヒト以外にブタにも感染する。
現在は、VP1領域およびORF1のポリメラーゼ領域それぞれの遺伝子型を使って、詳しく分類されている。VP1領域はGIで9つ、GIIで22の遺伝子型がある。またGII.4型は多様性に富んでおり、それをさらに詳しく分類することも行われている。

### 代替ウイルス
ヒトのノロウイルスは実験のために培養・増殖する方法が確立されておらず、各種消毒剤の効果を調べるための不活化試験では形態の似ている代替ウイルスで効果判定を行っている。ネコカリシウイルスやイヌカリシウイルス、マウスノロウイルスなどで代用される。

## 病態生理学
ノロウイルス属（ノーウォークウイルス種）はヒトに経口感染して十二指腸から小腸上部で増殖し、伝染性の消化器感染症（感染性胃腸炎）を起こす。
毒素は分泌せずに、十二指腸付近の小腸上皮細胞を脱落させ、特有の症状を発生させる。死に至る重篤な例はまれであるが、苦痛がきわめて大きく、まれに十二指腸潰瘍を併発することもある。特異的な治療法は確立されていない。感染から発病までの潜伏期間は12時間 - 72時間（平均1 - 2日）で、症状が収まった後も便からのウイルスの排出は1 - 3週間程度続き、7週間を超える排出も報告されている。年間を通じて発症するが、11-3月の発症が多く報告される。また、感染しても典型的な食中毒症状を呈さない不顕感染の比率は不明であったが、2015年に新潟医療福祉大学などの研究グループは 1% 程度の不顕感染者がいることを報告している。
2007年5月に報告された厚生労働省食中毒統計による2006年の食中毒報告患者数は、71%がノロウイルス属（ノーウォークウイルス種）感染症である。ヒトへの感染においてはABO式血液型で感染率に差があり、血液型抗原であるH(O), A, Leb型抗原に吸着されやすいことから、O型は罹患しやすくB型は罹患しにくいことが報告されているが、これはウイルス株の各遺伝子型によってさまざまであることが明らかになっており、日本も含め世界中で流行しているGII/4遺伝子型株などは、H(O), A, Bの全てを含む多様な抗原に吸着されやすいことが判明している。ヒト以外では発症しないとされ、発症機序を含め十分に解明されていない。
ノロウイルス属（ノーウォークウイルス種）はヒトの十二指腸から上部小腸腸壁細胞に感染して増殖し、新しく複製されたウイルス粒子が腸管内に放出される。ウイルス粒子は感染者の糞便と共に排出されるほか、嘔吐がある場合は胃にわずかに逆流した腸管内容物とともに吐瀉物にも排出される。糞便や吐瀉物がごくわずかに混入した飲食物を摂取したり、汚物を処理したときに少数のウイルス粒子が手指や衣服、器物などに付着し、そこから食品などを介したりして再び経口的に感染する。
またノロウイルス属（ノーウォークウイルス種）の場合、10から100個程度の少数のウイルスが侵入しただけでも感染・発病が成立すると考えられており、わずかな糞便や吐瀉物が乾燥した中に含まれているウイルス粒子が飛沫を介して（飛沫感染で）経口感染することもあると考えられている。すなわち、嘔吐直後にエアロゾルとなったウイルスを直接吸引する、あるいは塵埃に付着したウイルスを吸引して感染することもある。これは、大多数集団感染（院内感染など）の原因として最近、重視されるようになってきた。
発病した人はもちろん、不顕性感染に終わったり胃腸症状が現れなかった人でも無症候性キャリアとして感染源になる場合があり、食品取り扱い時には十分な注意が必要である。また、症状消失後も1週間から1ヶ月間ウイルスを便中に排出することがあることから、3-5日程度の営業停止になった飲食店が、営業再開後に再び食中毒事件を発生させることも多い。

## 症状
主な症状は、嘔吐・下痢・発熱で、症状には個人差があるが、主な症状は突発的な激しい吐き気や嘔吐、下痢、腹痛、悪寒、38℃程度の発熱で、嘔吐の数時間前から胃に膨満感やもたれを感じる場合もある。これらの症状は通常、1～2日で治癒し、後遺症が残ることもない。
ただし、免疫力の低下した老人や乳幼児では長引くことがあり、死亡した例（吐瀉物を喉に詰まらせることによる窒息、誤嚥性肺炎による死亡転帰）も報告されている。また、きわめてまれだが十二指腸潰瘍、腸重積症、急性腎不全、痙攣、脳症など、重篤な合併症が見られた症例も報告されている。
感染しても発症しないまま終わる場合（不顕性感染）や風邪症候群と同様の症状が現れるのみの場合もあり、これらの人でも、糞便中にはウイルス粒子が排出されているため、注意が必要である。

## 感染経路
ノロウイルス属（ノーウォークウイルス種）による感染症は経口感染が原因で、その感染経路から以下に大別できる。
1. 飲食物からの感染（感染型食中毒）
a. 食中毒：ウイルスを蓄積した食材およびウイルスで汚染された食品を喫食して感染[9][46]。
b. 水系感染：水道水、井戸水などがウイルスで汚染され、その水を飲み感染。
2. ヒトからヒト
c. 不顕性感染を含む感染者の糞便や吐瀉物から便器や手指を介して感染[9][46]。（ドアノブなどからもウイルスが発見される事例がある）
d. 不顕性感染を含む感染者の糞便や吐瀉物に排出されたウイルスが付着し、飛散した飛沫から感染[34][32][46]。（飛沫感染或いは塵埃感染とも呼ばれる）
e. 感染者が十分に手を洗わず調理した食品を食べ感染[46]。（エタノールや逆性石鹸に対する抵抗性があり、水道水に含まれる塩素にもある程度の耐性を持っているため、洗浄が不十分になりやすい）

販売あるいは調理提供する食品そのものの衛生管理の（食品衛生学的な）立場からは、「飲食物からの感染」のケースが、院内感染などの感染管理の立場からは「ヒトからヒトへの感染」のケースが特に問題とされるが、症状や経過には感染経路による違いはない。国立感染症研究所の病原微生物検査情報（2006/2007年の統計）の集団感染事例の集計によると、原因食品が明確ではないケースが約6割を占めており、汚染食品の摂食よりはるかに多い原因となっている。
ノロウイルス属（ノーウォークウイルス種）は、衣服や寝具、家庭用品、家具などの表面で数週間生存することができる。感染経路の遮断には手洗いや器具の洗浄が必須である。また消毒用アルコール（75%エタノール）では、ウイルスが不活化されないため、エタノールは不適である。

### 感染型食中毒
ノロウイルス属（ノーウォークウイルス種）は貝類自体には感染しないと考えられている。すなわち、貝の体内でウイルスが増殖することはない。しかしこれらの貝では消化器官、特に食物の細胞内消化を行う中腸腺に海水中から濾過摂食されたウイルスが生物濃縮によって蓄積することが知られており、このことが魚介類由来の食中毒の原因だと考えられている。
しかし、ノロウイルス属（ノーウォークウイルス種）感染症の原因食材がカキと特定される割合は年々低下しており、2006年後半にはカキが食材と特定された集団食中毒は発生しなかった。疫学的な知見からは、カキ以外の食材、たとえば最近では韓国産の漬物（キムチ）の一部、あるいは直接・間接的なウイルスへの接触による、原因の特定しづらい感染経路が圧倒的であると考えられる。また、二枚貝にウイルスが蓄積するという知識が浸透し、食用生ガキの流通経路においてその対策もとられつつあることがカキを原因とする食中毒の減少にもつながっていると考えられる。2011年5月に千葉県で生シラスが原因と考えられる集団食中毒事例が報告されたが、ウイルスがシラスの体内、体表のどちらを汚染していたのかは判明していない。

## 診断
ノロウイルス属（ノーウォークウイルス種）はその培養（増殖）方法がまだ見つかっていないため、糞便中のウイルス粒子を直接（増やさずに）検査する必要がある。

下記手法が主に診断に用いられている。
1. 電子顕微鏡下で糞便中にウイルス粒子を目視確認。
2. ELISA法。但し、ELISA法ではウイルスが少量である場合は検出できないこともある。
3. RT-PCR法。RT-PCR法は糞便のみならず、患者吐物・カキなどからの遺伝子検出にも威力を発揮する。リアルタイムRT-PCR法ではウイルス遺伝子のコピー数も測定できる。
4. 生物発光酵素免疫測定法(BLEIA)[54]。ホタルルシフェラーゼ発光酵素を利用した酵素免疫測定法による超高感度な検出方法で、120検体/時間の全自動測定装置が可能[55]。

研究用検査試薬としては「イムノサーチ®NV」が上市されている。糞便中のノロウイルス抗原をイムノクロマト法により検査し、15分で結果が出る。臨床検査としては「クイックナビ-ノロ」が上市され、保険適用となっている（ただし健康保険では、3歳未満または65歳以上などの制約がある）。

## 治療
ノロウイルス属（ノーウォークウイルス種）に有効な抗ウイルス薬や薬剤は存在しない。下痢がひどい場合には水分の損失を防ぐため、輸液を対症療法的に用いる場合がある。また止瀉薬（下痢止め）の使用については、ウイルスを体内に留めることになるので用いるべきでないと言う専門家もいる。医師の指示がなく、仕事などの生活上でも特に必要でない場合は下痢止めの服用は避けるのが賢明だという意見もある。日本の厚生労働省は止瀉薬使用を望ましくないと記載しているが、ここまで明言しているのはアメリカ食品医薬品局 (FDA)とは対照的である。
しかし、臨床の現場では易感染宿主（コンプロマイズドホスト、免疫力の著しく低下した患者）の死因は、重症下痢に起因する症例も散見されるため、重症例においては患者の電解質データなどを含め、止瀉薬の使用の是非は総合的に判断すべきである。ノロウイルス属（ノーウォークウイルス種）は、主に小腸上皮細胞で増殖することはわかっているが、止瀉薬は主に大腸に作用する。実験室レベルではまだウイルスの大腸細胞での増殖は成功していない。このため、止瀉薬が本当に大腸でのウイルス生存を促すかは不明である。また、ウイルスの大腸での寿命に関するデータは得られていない。
家庭においては、経口補水液またはスポーツドリンクを人肌に温めてから飲むことが推奨される。これらが無い場合は、0.9 %の食塩水（100 mLに食塩0.9gを溶かしたもので、いわゆる生理食塩水である）を調製し、人肌に温めて飲むことが推奨される。電解質を含まない湯冷まし、お茶などは水分の吸収が遅いので推奨できない。

## 感染予防

### ワクチン
このウイルスに対する免疫は、感染者でも1 - 2年で失われるといわれている。原因は免疫抗体価低下説やウイルスの遺伝型が変化するため、抗原性が変化するなどの仮説があるが、まだ確証は得られていない。このためワクチンの開発は難しい。
遺伝子型GI.1を標的とする経鼻型ワクチンが開発中で、18 - 50歳の98人を対象とした臨床試験によれば、発症を半分近くに抑える効果がある。武田薬品工業はウイルス様粒子技術を利用したワクチンを開発し臨床第2相後期有効性フィールド試験を完了したと発表した。また、米国モデルナ社もワクチンを開発しているが、後期試験で投与直後に神経障害の一種であるギランバレー症候群を発症したとの報告が1件あり、米食品医薬品局が一時中止を決めた。

### 摂取物質
母乳・牛乳などに含まれる糖タンパク質「ラクトフェリン」が、消化管細胞の表面に結合することで、ノロウイルス（やロタウイルス）の細胞への感染を防ぎ、発症した場合でも症状を緩和する報告がある。

### 衛生管理
上述した感染経路を考慮すると、特に飲食物を扱う人が十分な衛生管理を行うことが効果的な感染予防につながる。
特に調理者が十分に手洗いすること、そして調理器具を衛生的に保つことが重要である。ノロウイルス属（ノーウォークウイルス種）はエンベロープを持たないウイルスであり、一般的に感染症対策として用いられる消毒用エタノールや逆性石鹸（塩化ベンザルコニウム）による消毒はあくまで補助的な手段であり、完全な代用にはならない。
また、ノロウイルス属（ノーウォークウイルス種）は、60℃30分の低温殺菌では感染性は失われず、75℃以上1分間以上の加熱によって感染性を失うため、特にカキなどの食品は中心部まで充分加熱することが食中毒予防に重要である。鍋料理での加熱時間は3分、牡蠣フライでは3分30秒の加熱をする。生のカキを扱った包丁やまな板・食器などを、そのまま生野菜など生食するものに用いないよう、調理器具をよく洗浄し、塩素系漂白剤による消毒をすることも大事である。
洗浄と消毒の順番については、第1に洗浄（と十分なすすぎ）、第2に消毒である。この順番を逆にすると、効果が弱くなってしまう。
厚生労働省ノロウイルス食中毒予防対策リーフレットによれば、一般家庭では吐瀉物や汚物の付いた衣類の消毒には、次亜塩素酸ナトリウムの0.1%水溶液（1000ppm、塩素系漂白剤5%液の50倍希釈、例えば500mL ペットボトルに水500mLと塩素系漂白剤5%液10mLを混和）への浸漬が、また食器、カーテン、ドアノブ、スイッチ、トイレの便座表面などの消毒には0.02%水溶液（200ppm、塩素系漂白剤5%液の250倍希釈、例えば500mL ペットボトルに水500mLと塩素系漂白剤5%液2mLを混和）のスプレー使用が勧められている。
生食用カキの食品衛生法の規格基準において、ノロウイルス属（ノーウォークウイルス種）に関する基準は設定されていないので、「生食用」と表示された場合でも「ウイルスがいない」という保証があるわけではない。消費期限内であるか否かにかかわらず感染源となる場合もありうる。ただし、自主的に検査を行っている水産加工業者などもかなり増え、カキの生食が一律に危険というわけではない。過剰な反応に対しては風評被害という指摘もされている。
もちろん、検査義務が法制化されているわけでも全ての業者が自主検査を行っているわけでもない。そして、自主検査におけるサンプリングの妥当性、および出荷見合わせの有効性は確認されていない。よって、一律に安全なわけでもない。厚生労働省や保健所は、カキの生食用販売を積極的には禁じていないが、カキなどの二枚貝については、充分加熱した後に食べるよう呼びかけている。
乾燥した糞便や吐瀉物から飛散したウイルスを吸い込んだり、または接触したりすることにより感染するため、感染者の糞便や便器、吐瀉物を処理・清掃する場合には、直接手で触れないように使い捨ての手袋やマスク、エプロン（なければビニール袋などの代用品）を使用することが望ましい。吐瀉物は一方向に拭き集め、飛散を防ぐ注意が必要である。
作業後は、手をよく洗うよう心掛ける。汚染物は飛散せぬよう袋に密閉し処分する。汚染された場所を消毒する際、前出のようにウイルスは逆性石鹸や消毒用アルコールに対する抵抗力が強いため、これらによる消毒は効果がない。細胞を用いての培養方法が存在しないため、消毒つまりウイルス不活化に対する確証は得られていないが、次亜塩素酸ナトリウムに対する抵抗力は、比較的弱いのではないかと想像されている。
感染者のいる場合、トイレやドアノブ、蛇口、手すりなどは汚染しやすい箇所であるため、汚れを落とした後に消毒する。また、なるべく直接手で触れない方が良い。ノロウイルス属（ノーウォークウイルス種）は症状が消失した後も3〜7日（場合によっては2週間以上）はウイルスが排出されることに留意しなくてはならない。
ノロウイルスが付着している可能性がある衣服やタオル、布団などを洗濯した場合は、高温で乾燥機にかけることが望ましい。消毒対象の布などに耐熱性がある場合、スチームアイロンの活用も有効である。

## 疫学
2000年代は遺伝子型「GII/4」と呼ばれる特定のノロウイルスが世界各地で流行し、集団発生を起こしている。厚労省の食中毒統計（平成17年度版）によると全食中毒患者の33%を占めており患者数では最大であり、日本での流行は冬（11月〜2月）に多いが、流行年によっては流行時期には偏りがある。
2006/07流行年は、当時過去最悪と言われる1000万人規模の報告患者数を記録した。以後、患者数は減少していたが、2012/13流行年は2006/07流行年に匹敵する患者数が予測された。この、2012/13流行年の患者数の増加は遺伝子型「GⅡ/4」の変異株によると考えられている。
アメリカ疾病予防管理センター (CDC)は、日本を含む48カ国の患者約19万例のメタ解析の結果、全世界の急性胃腸炎の2割はノロウイルスが原因と報告した。
2014年後半から主要流行株に変化があり、ヨーロッパ、アメリカ、日本で検出例の少ない遺伝子型「GII.17型 Kawasaki variant」が流行している。また国立感染症研究所は免疫をもつ人が少ないため2015年は 「GII.17型 Kawasaki variant」が大流行するおそれがあるとした。

### 魚介類の汚染源
日本では、カキ（牡蠣）など魚介類の汚染源は下水道の処理水に由来していると考えられる。それは、感染性胃腸炎の流行時期（主に冬期）に、下水処理場（下水道）や海に流入するウイルスの数が増加し、下水処理システムでは処理水中のウイルスの無力化（不活化）を目的とした処理がされていないためである。従って、結果的に下水処理場で処理しきれなかったウイルスは海や上水道の取水施設に流入する。なお、上水道用水の浄化方法として多く用いられている急速濾過と塩素消毒を組み合わせた方法では大腸菌やウエルシュ菌などの病原性細菌の除去はできるが、クリプトスポリジウム原虫や、ノロウイルスなどの塩素耐性の強いウイルスは、除去できていない。
一方、下水汚泥や糞尿の海洋投入（海洋投棄）が行われている場合、水域全体がウイルスにより汚染されている場合がある。2012年6月にはアメリカ食品医薬品局（FDA）が大韓民国（韓国）からのカキ、二枚貝、ムール貝の衛生基準が不十分であるとして市場からの回収要請を出している。日本国内でも、昭和40年代まで主に瀬戸内海に於いて、畜舎排水、し尿の海洋投棄が一般的であった。

## 歴史
- 1968年、アメリカ合衆国オハイオ州ノーウォークの小学校において集団発生した急性胃腸炎患者の糞便から初めて検出された。地名にちなみ「ノーウォークウイルス (Norwalk virus)」と命名される。
- 1972年に電子顕微鏡による観察でその形態が明らかになり、ウイルス粒子の形態的特徴から英語でSmall Round-Structured Virus (SRSV: 小型球形ウイルス)と命名された。その後、このウイルスによる胃腸炎・食中毒が世界各地で報告されるようになった。
- 1990年、SRSVの全塩基配列が報告された。これによりPCR法による遺伝子検査などをすることで、同一性検定が可能となった。
- 2002年、第12回国際ウイルス学会（パリ）小委員会において、“Norwalk”のNorにウイルスの属名の接尾語である"virus"を、ラテン語文法に従って連結形"o"で連結したものを学名として採用し、それまで「ノーウォーク様ウイルス属」と呼ばれていたものを「ノロウイルス属 (Norovirus)」と呼ぶことを承認した。
- 2011年、北海道札幌市で開かれた国際微生物学連合2011会議において、「『野呂 (NORO)』姓の子供たちがいじめやからかいを受けるおそれがある」という国際ウイルス分類委員会への指摘に対し、同委員会は「ノロウイルス」名称について各国の専門家たちと深く議論を行う。「ノロウイルスというのは属名であって、そのようなウイルス種名は存在しない。ゆえに正しい呼称（種名であるノーウォークウイルス）を使用すべきである。またノーウォークウイルスに起因する病気の発生に対して『ノロウイルス』という用語を使用しないよう、メディア、医療/保健の各機関、科学者団体に強く求める」という趣旨のプレスリリースを発表。また同内容を同委員会公式ホームページ会報[91]上にも発表。